# Castelnau-Magnoac
Castelnau-Magnoac – miejscowość i gmina we Francji, w regionie Oksytania, w departamencie Pireneje Wysokie.
Według danych na 1990 gminę zamieszkiwało 797 osób, a gęstość zaludnienia wynosiła 63,0 osób/km² (wśród 3020 gmin regionu Midi-Pireneje Castelnau-Magnoac plasowała się na 415. miejscu pod względem liczby ludności, natomiast pod względem powierzchni na miejscu 908.).